# Cremlino di Nižnij Novgorod
Il Cremlino di Nižnij Novgorod (in russo Нижегородский Кремль?, Nižegorodskij Kreml') è il cremlino della città russa di Nižnij Novgorod, di cui rappresenta il centro storico. Arricchito dalla presenza di 13 torri, si estende su un'area di quasi 23 ettari ed ospita al proprio interno vari monumenti di rilevanza nazionale.

## Storia

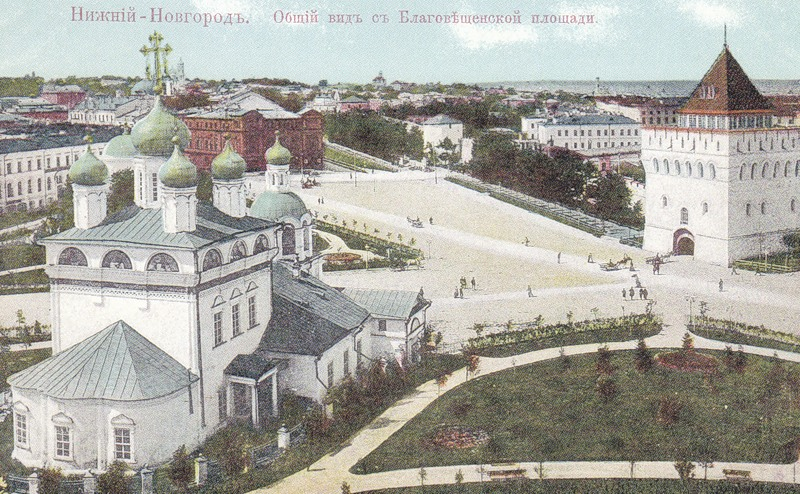
Torre di San Demetrio del Cremlino e Piazza dell'Annunciazione. XIX secolo

Nel 1221, anno di fondazione della città da parte del gran principe Jurij II di Vladimir, furono costruite delle fortificazioni in legno e terracotta, circondate da ampi fossati. Il primo tentativo di sostituire il legno con la pietra risale al 1374, all'epoca del Principato di Nižnij Novgorod-Suzdal'. In quell'occasione fu però edificata solo una torre intitolata al sovrano Dmitrij Konstantinovič (in seguito distrutta e ricostruita).
Sotto il regno di Ivan III (1462-1505), Nižnij Novgorod si trovò ad interpretare un ruolo di primaria importanza a livello strategico e militare. Essa funse infatti da luogo di raccolta delle truppe della Moscovia impegnate contro il Khanato di Kazan'. Al fine di rafforzare in modo adeguato le difese della città, risultò quindi necessaria la costruzione di un nuovo cremlino, maggiormente sicuro e resistente. Nel 1500 fu costruita la torre di Giovanni, ma occorse attendere altri otto anni prima dell'avvio dei lavori di costruzione delle mura.
Tra il 1508 ed il 1515, in tempi relativamente rapidi, sorse l'imponente e massiccia struttura in pietra del cremlino. I lavori furono diretti dall'architetto italiano Pietro Francesco, giunto da Mosca su ordine del sovrano russo Basilio III nel 1509. Le vecchie fortificazioni, composte da pareti di legno di quercia, andarono distrutte nel 1513 a causa di un incendio. Costituito da mura rinforzate lunghe 2 chilometri, il nuovo cremlino fu circondato da 13 torri (di cui dodici ancora esistenti) e dotato di una guarnigione permanente e di una solida artiglieria da campagna. Divenne la base principale per le operazioni contro i tartari di Kazan' e sopportò vari assedi (nel 1521, nel 1536 e nel 1574), senza essere mai espugnato.
Con la caduta del Khanato di Kazan', il cremlino di Nižnij Novgorod perse la propria funzione militare e, in seguito, ospitò i luoghi del potere locale. Tra il 1785 ed il 1790, durante il regno di Caterina II, fu soggetto a lavori di riparazione che, tuttavia, ne snaturarono parzialmente la fisionomia originaria. Nel corso della seconda guerra mondiale, i tetti delle torri di Segreta, Nord e dell'Orologio furono smantellati e sulle piattaforme superiori furono installate mitragliatrici armi contraerei. Così, la fortezza difese lo spazio aereo della città dalla Luftwaffe. I piloti nazisti tentarono di bombardare il ponte Kanavinskij e la fiera, ma la difesa aerea del Cremlino difese questi oggetti. Il 30 gennaio 1949, un ordine emesso dal consiglio dei ministri della Repubblica Socialista Federativa Sovietica Russa predispose un programma di restauro. Nel corso degli ultimi trent'anni, numerosi cambiamenti hanno interessato l'aspetto del complesso. Tra i progetti in cantiere, oltre a quelli relativi al recupero dei monumenti, c'è la costruzione del nuovo palazzo del governo locale.
Nell'ottobre 2018, gli archeologi scoprirono i resti di un insediamento e di un cimitero medievali sul sito della distrutta chiesa di San Simeone Stilita. I reperti appartengono al XIII secolo, e il più antico strato culturale - al 1221, quando Nižnij Novgorod fu fondata. Dopo tutti gli scavi, i reperti saranno ispirati e in questo luogo verrà ricreata la chiesa di San Simeone Stilita.

## I monumenti

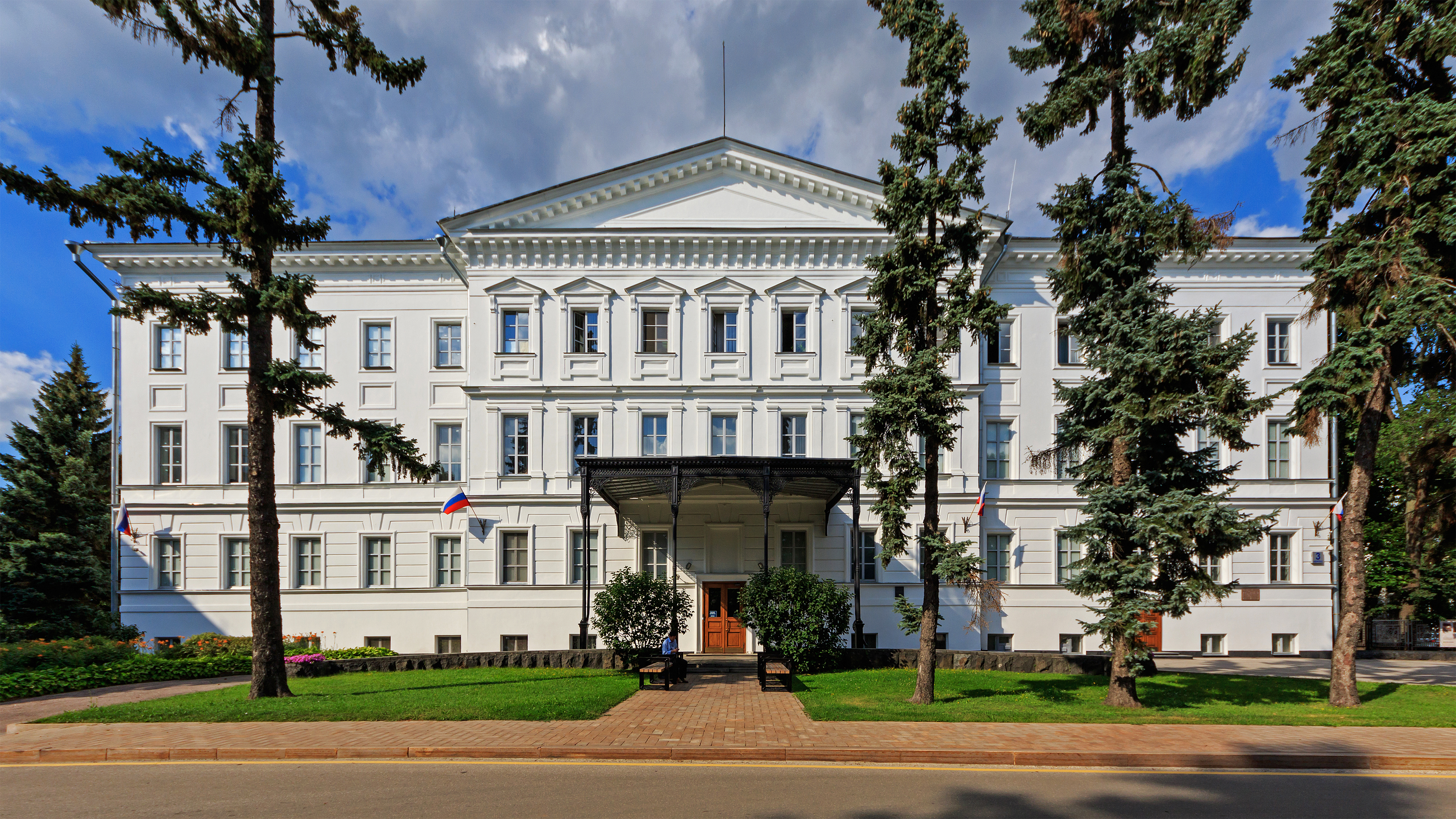
La Casa Museo del Governatore

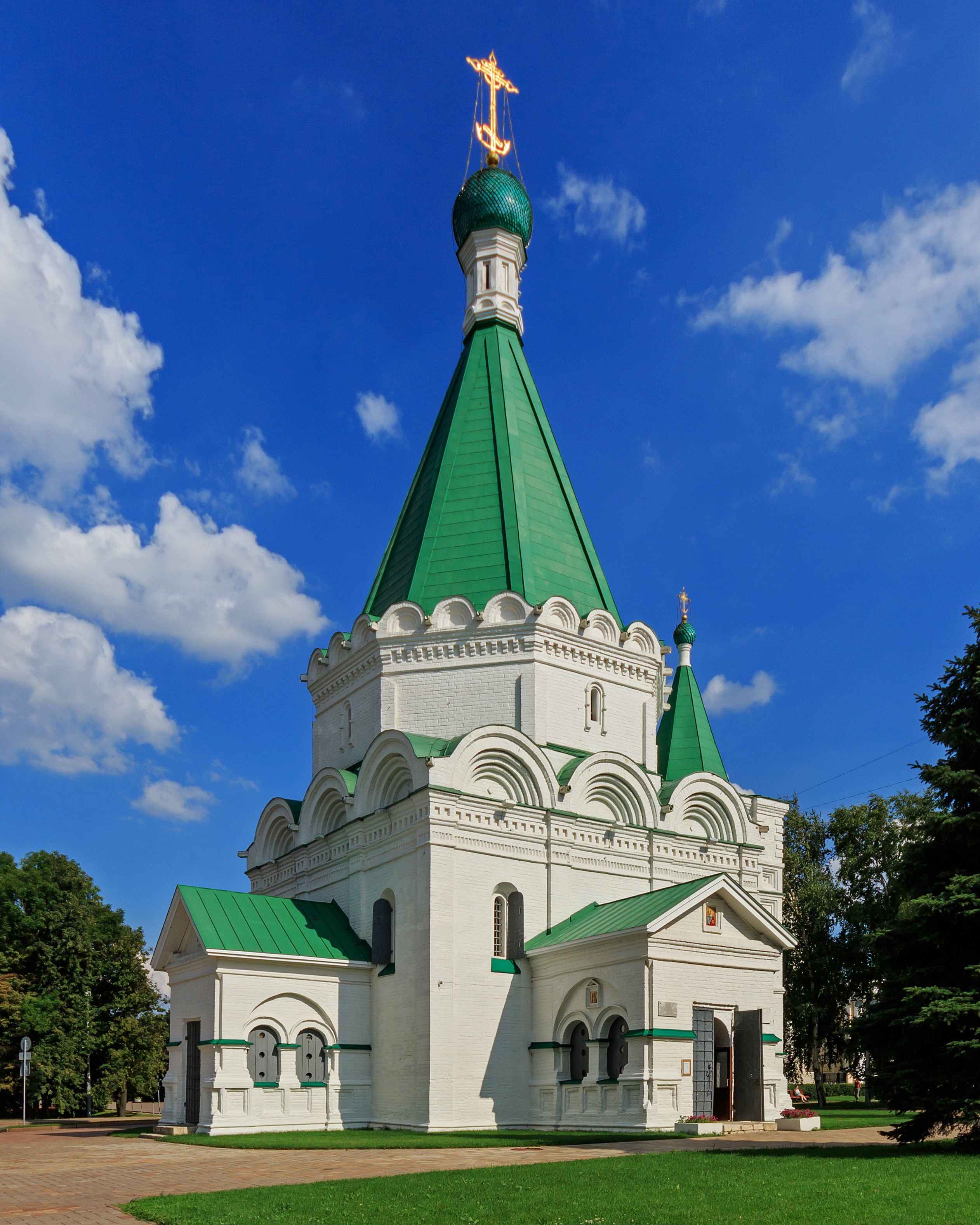
La Cattedrale dell'Arcangelo Michele

In passato, il cremlino ospitava numerose chiese all'interno delle proprie mura. Tuttavia, l'unica ad essere rimasta in piedi è l'antica Cattedrale dell'Arcangelo Michele, ricostruita tra il 1628 ed il 1631, sul sito di un tempio risalente al periodo di fondazione della città. Al suo interno sono custodite le reliquie dell'eroe nazionale Kuz'ma Minin, precedentemente conservate presso la cattedrale della Trasfigurazione del cremlino, demolita dalle autorità comuniste nel 1931 per far posto ad una "casa dei Soviet", oggi divenuta sede del comune. Significativa era anche la presenza dei monasteri. All'interno del cremlino, infatti, trovavano spazio ben tre monasteri: quello della Resurrezione, quello di San Simeone e quello dello Spirito Santo.
Nel 1828, di fronte alla cattedrale dell'Arcangelo Michele fu eretto l'obelisco di Minin e Požarskij, una struttura in granito edificata sulla base di un progetto dell'architetto Avraam Mel'nikov e ornata da bassorilievi dorati di Ivan Martos. Mentre tra il 1837 ed il 1841 fu costruita la Casa Militare del Governatore, oggi trasformata in un museo d'arte. Tra il 1840 ed il 1843 vide invece la luce l'arsenale voluto dallo zar Nicola I.
Nel 1965, di fronte all'obelisco di Minin e Požarskij, fu allestito il memoriale della Grande Guerra patriottica, ricco di reperti militari del secondo conflitto mondiale e reso solenne dalla presenza di una Fiamma Eterna. Altri luoghi famosi sono il cimitero storico e l'edificio dell'orchestra filarmonica. All'interno del cremlino è sito anche il palazzo dell'assemblea legislativa dell'oblast' di Nižnij Novgorod.

## Le torri
Attualmente, 12 delle originarie 13 torri del cremlino sono ancora in piedi. Per la torre della Concezione, distrutta da una frana nel XVIII secolo, è stato attuato un progetto di ricostruzione.

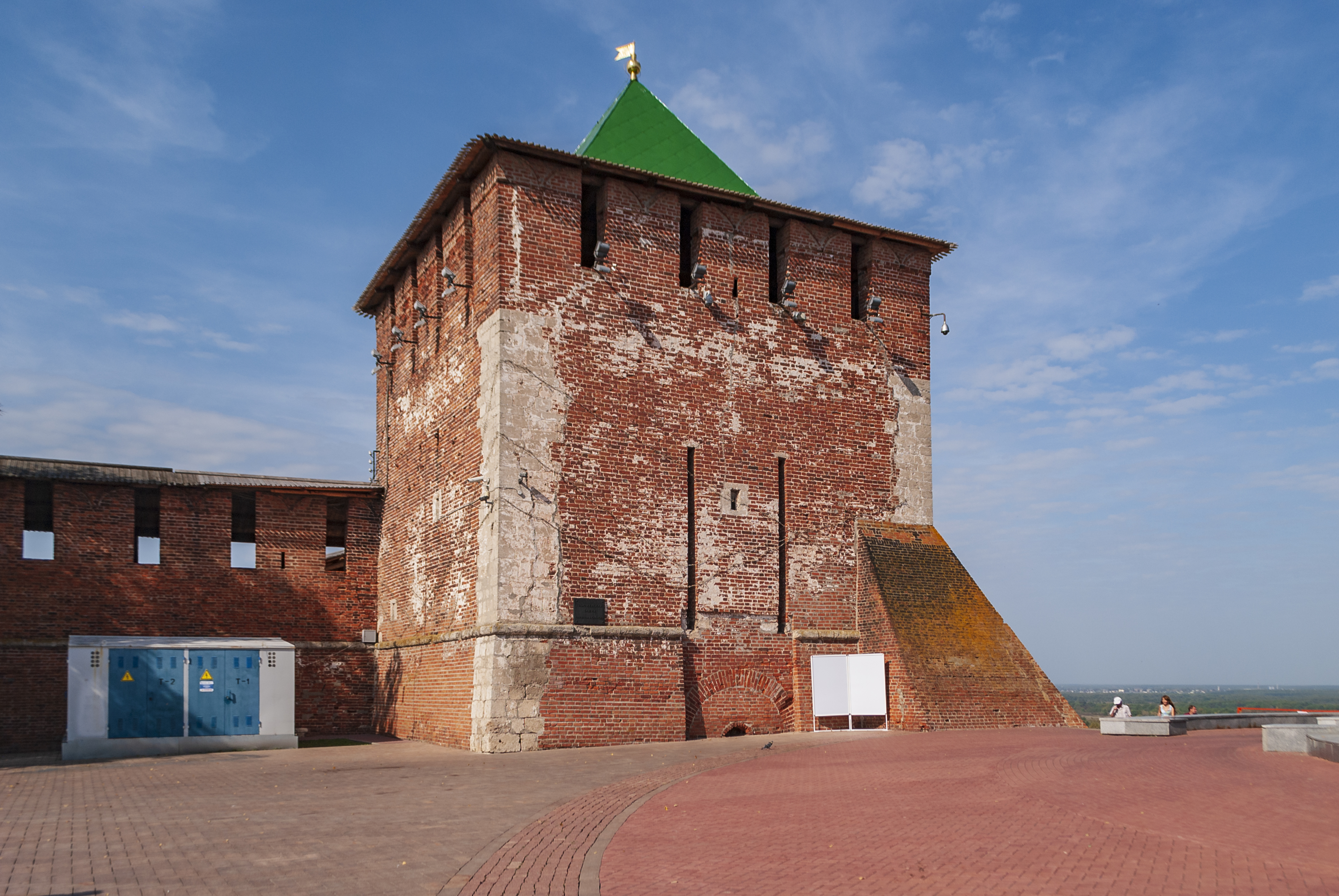
Torre di San Giorgio Georgievskaja Bašnja Георгиевская башня
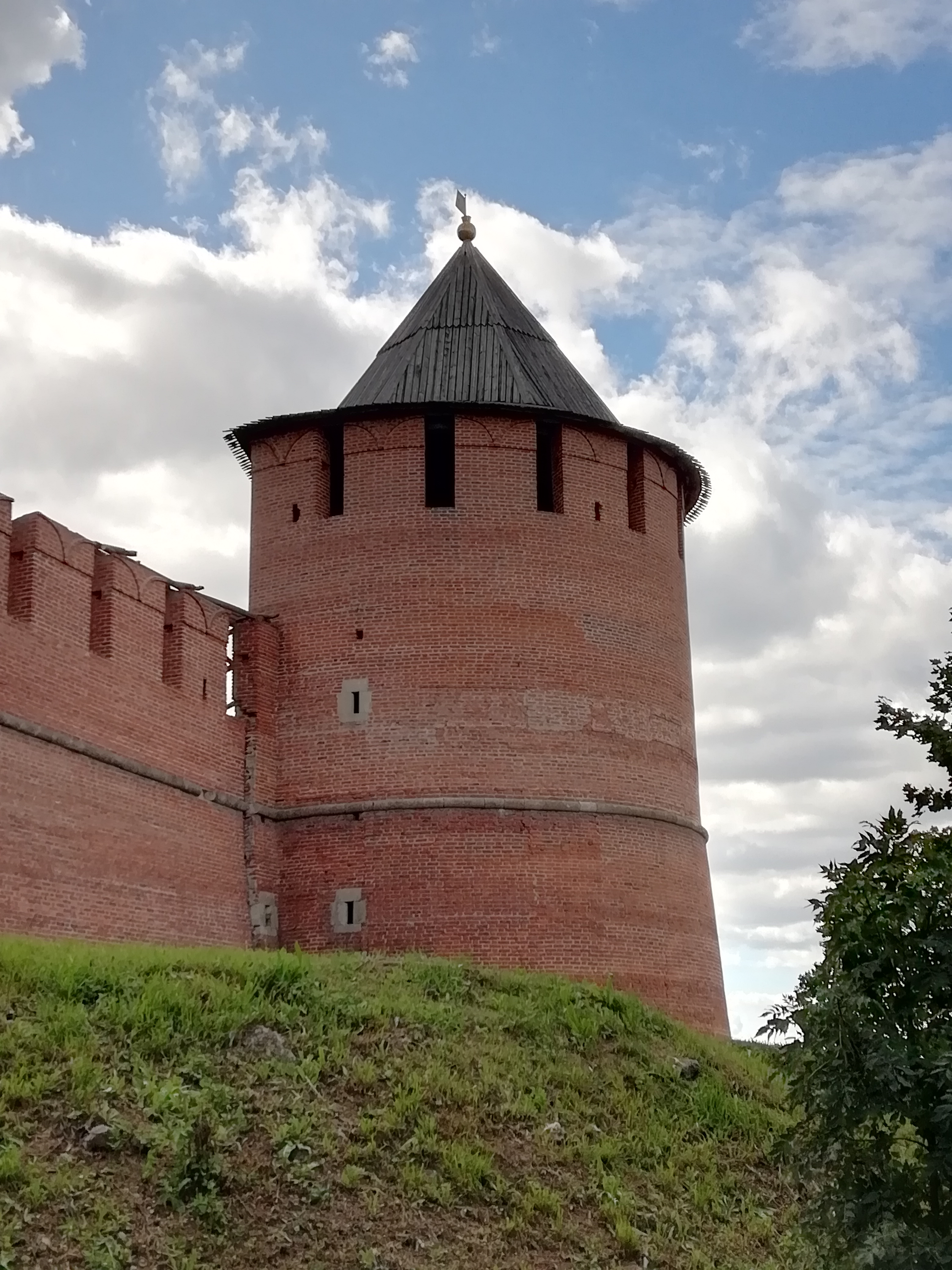
Torre di San Boris e Gleb Borisoglebskaja Bašnja Борисоглебская башня
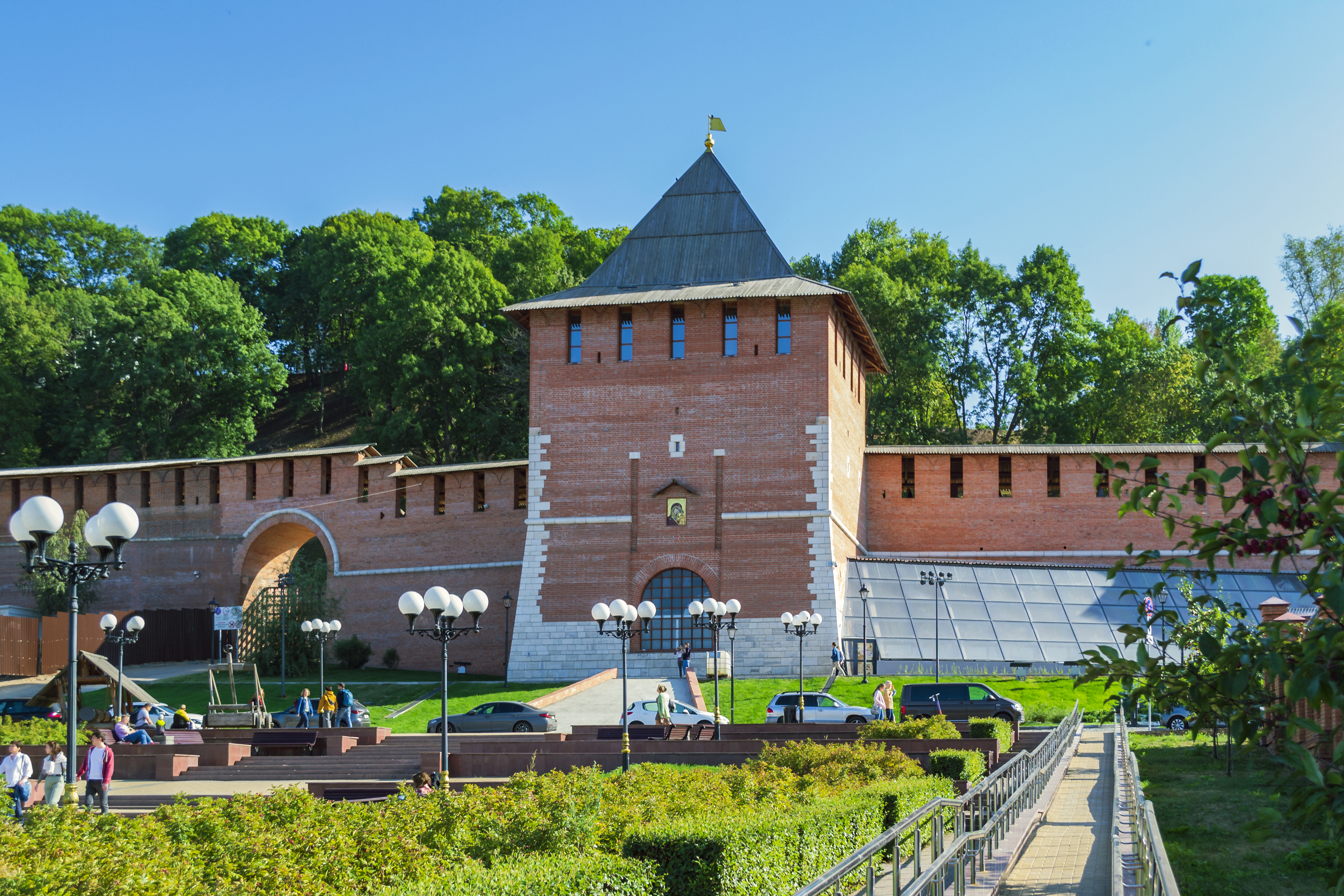
Torre della Concezione Začatskaja Bašnja Зачатская башня
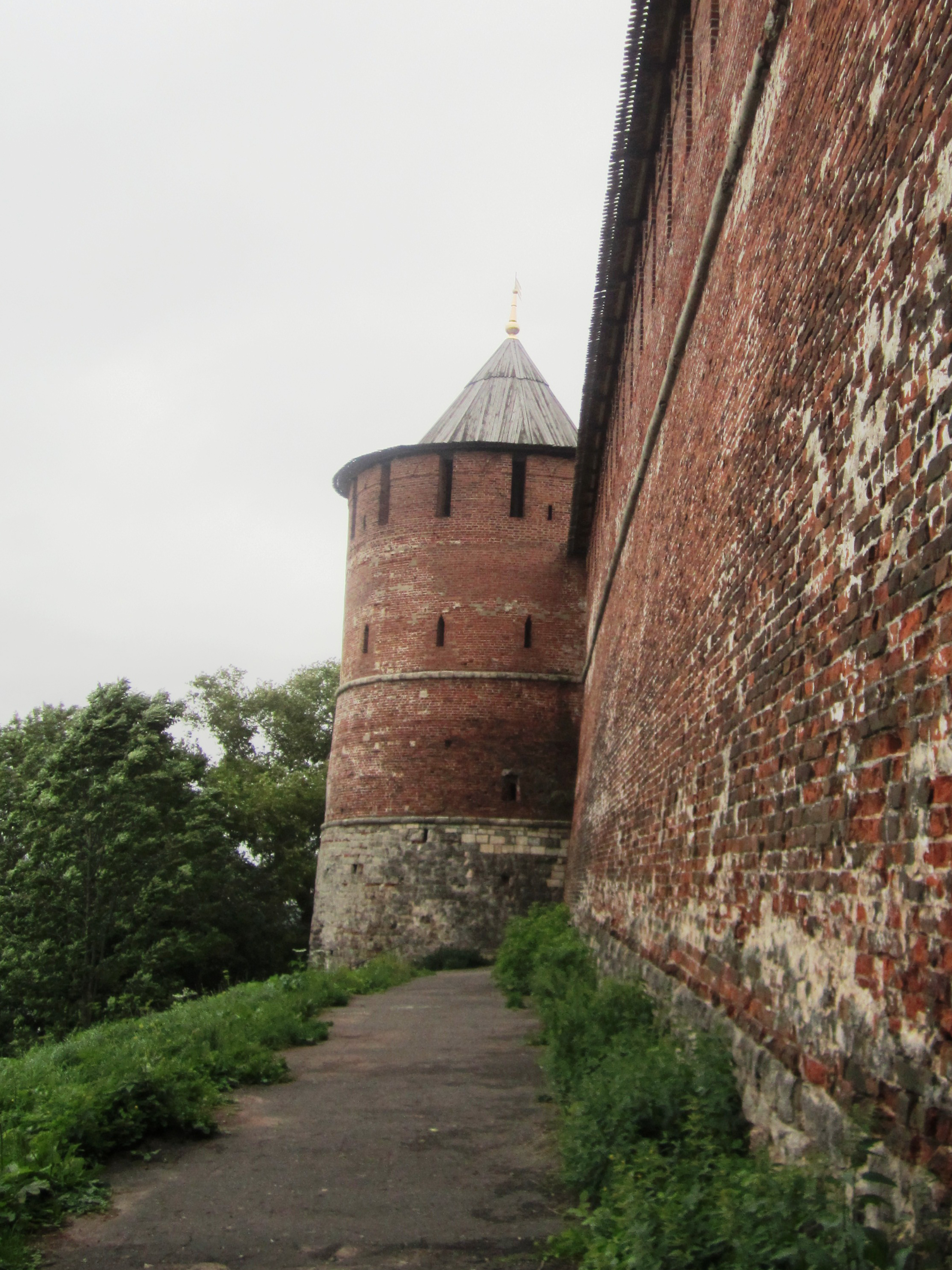
Torre Bianca Belaja Bašnja Белая башня
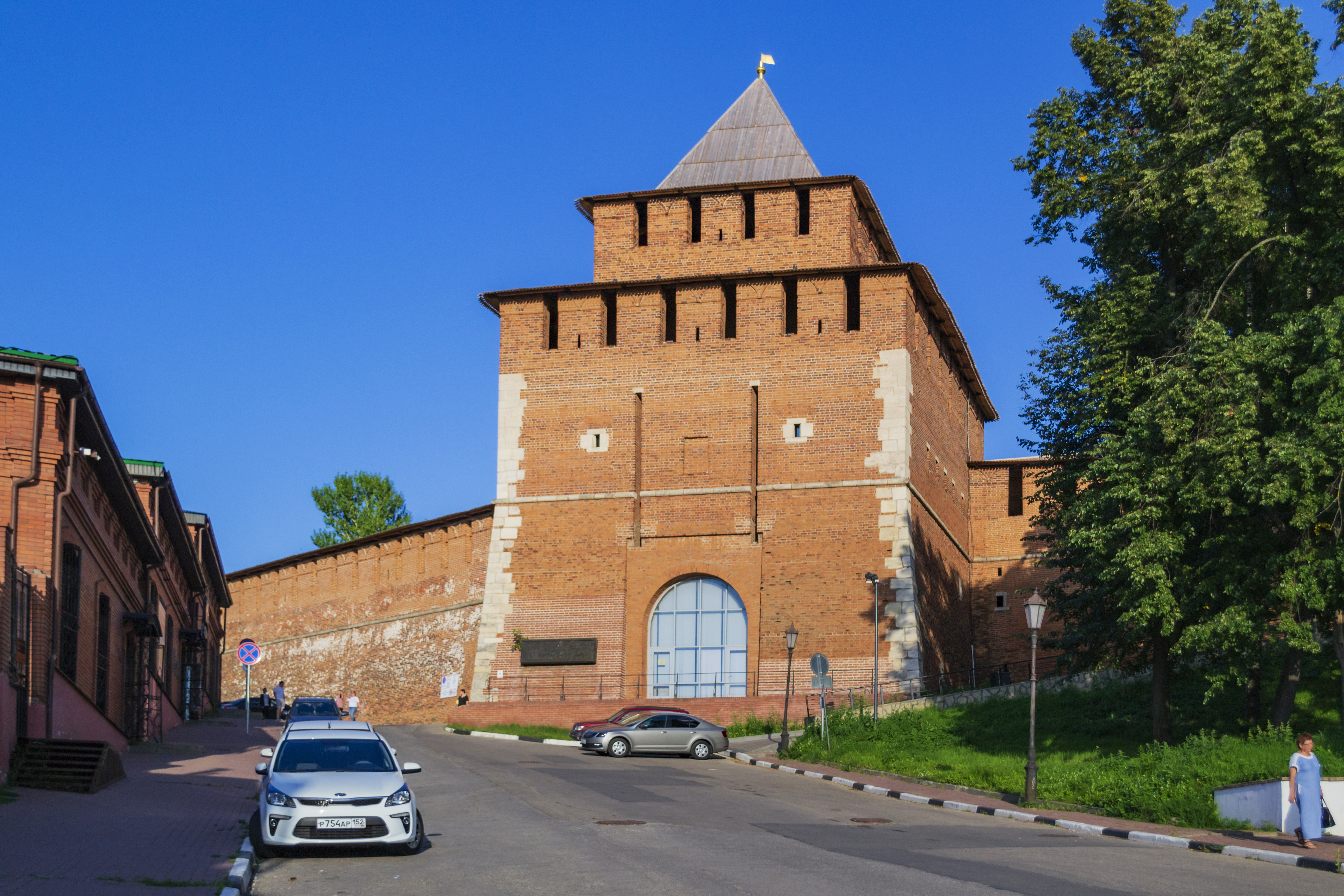
Torre di San Giovanni Ivanovskaja Bašnja Ивановская башня
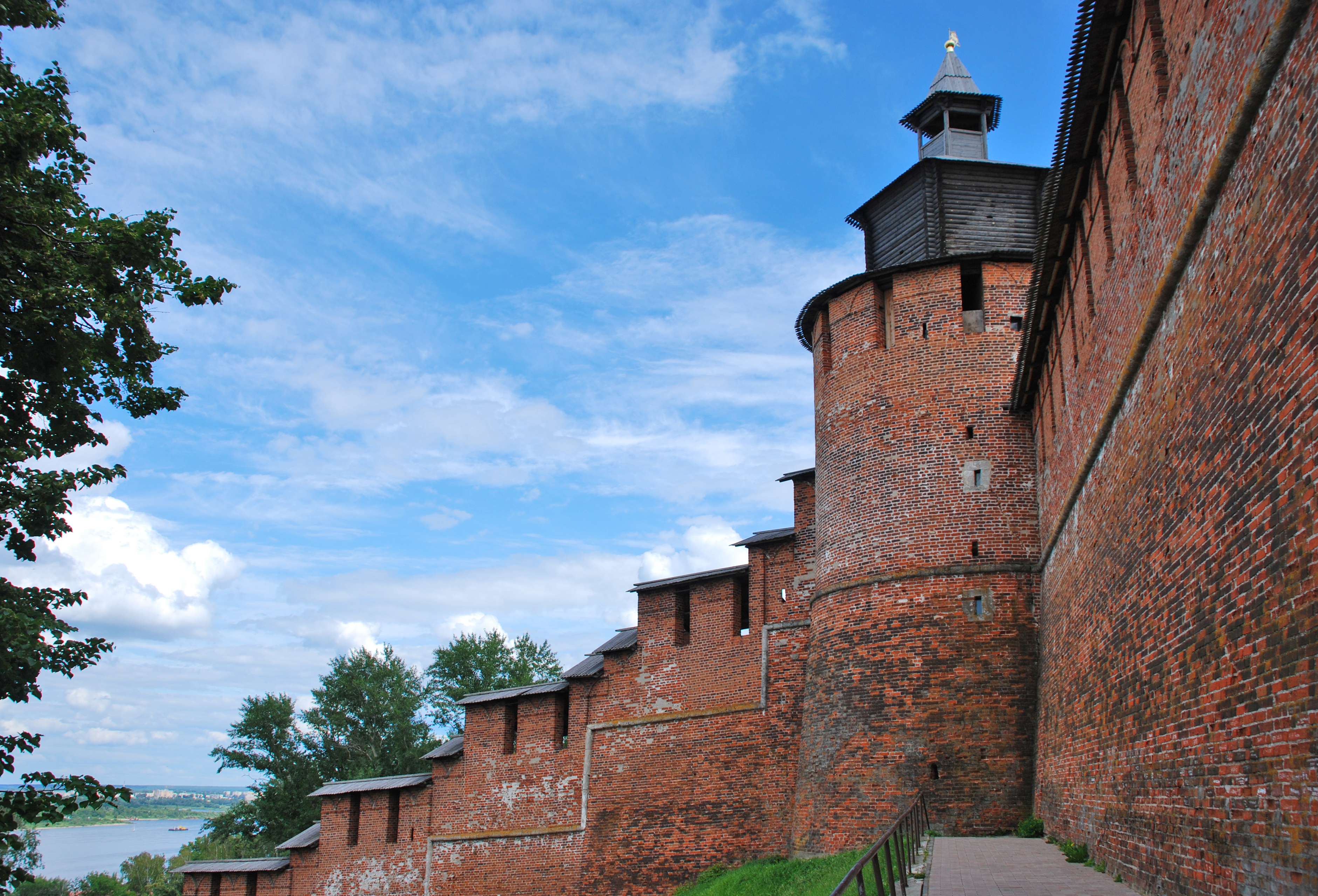
Torre dell'orologio Časovaja Bašnja Часовая башня
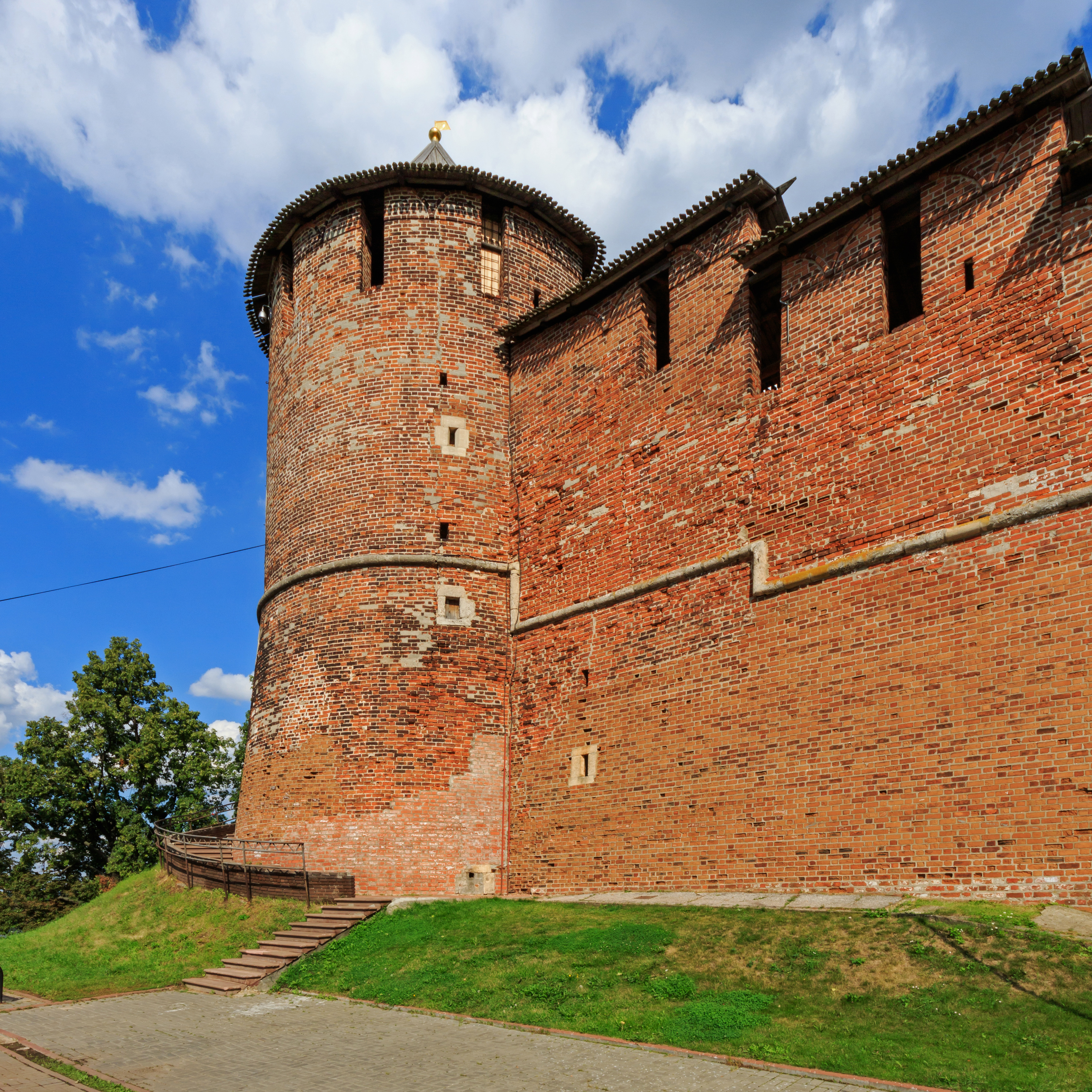
Torre Nord Severnaja Bašnja Северная башня
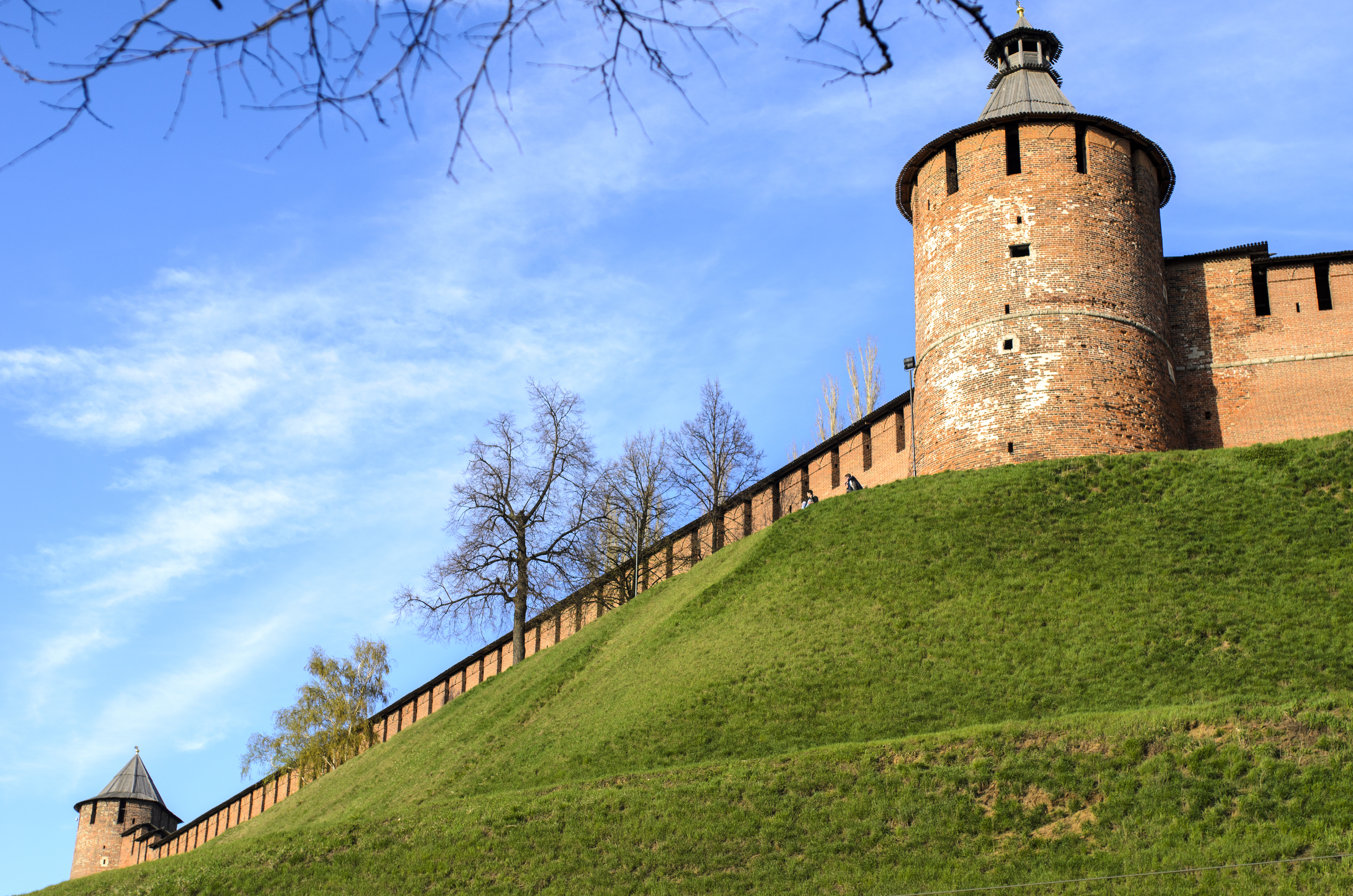
Torre Segreta Tajnickaja Bašnja Тайницкая башня
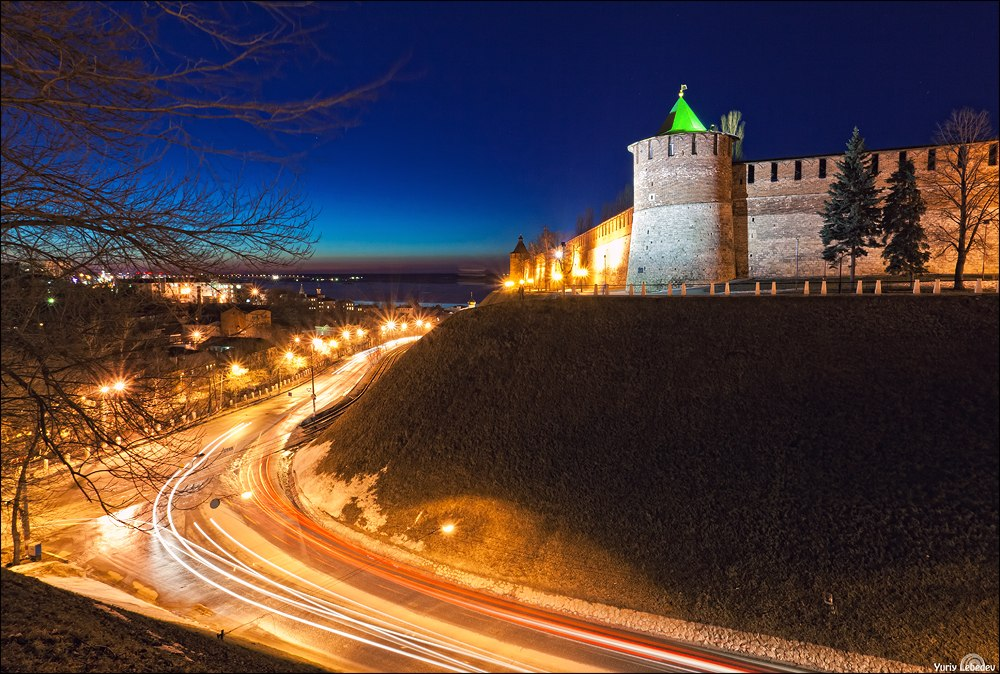
Torre del giogo Korom'slova Bašnja Коромыслова башня
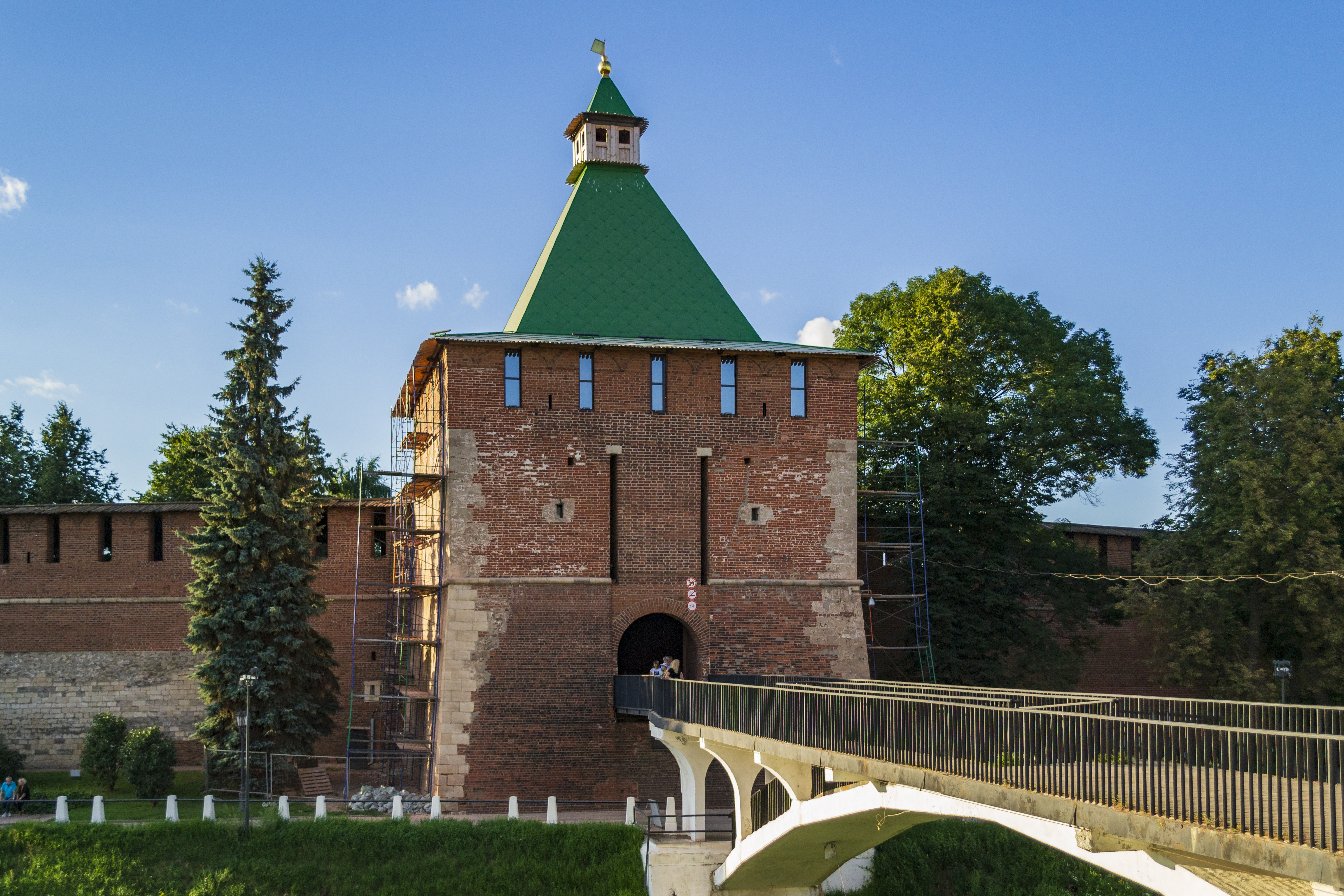
Torre di San Nicola Nikol'skaja Bašnja Никольская башня
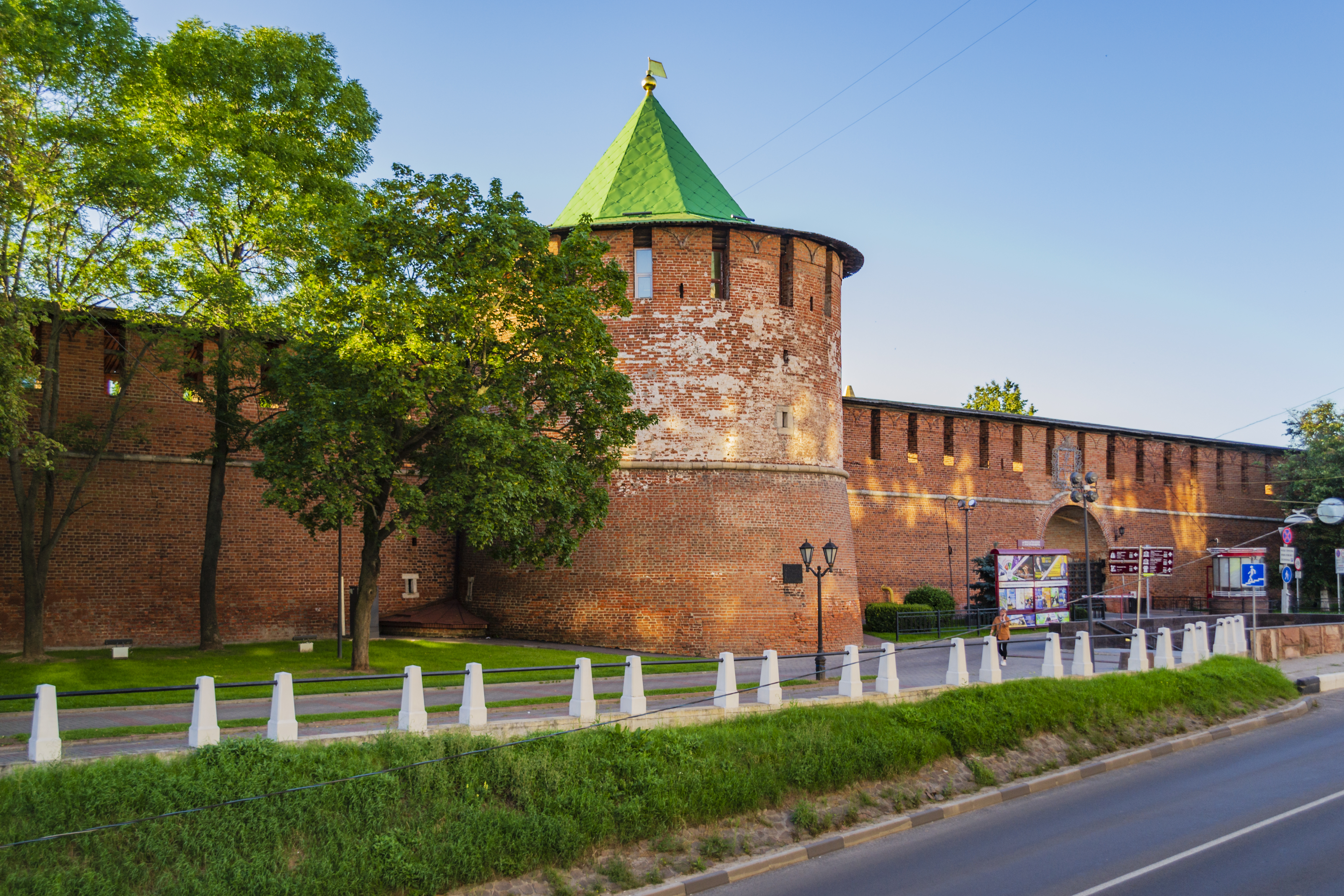
Torre della dispensa Kladovaja Bašnja Кладовая башня
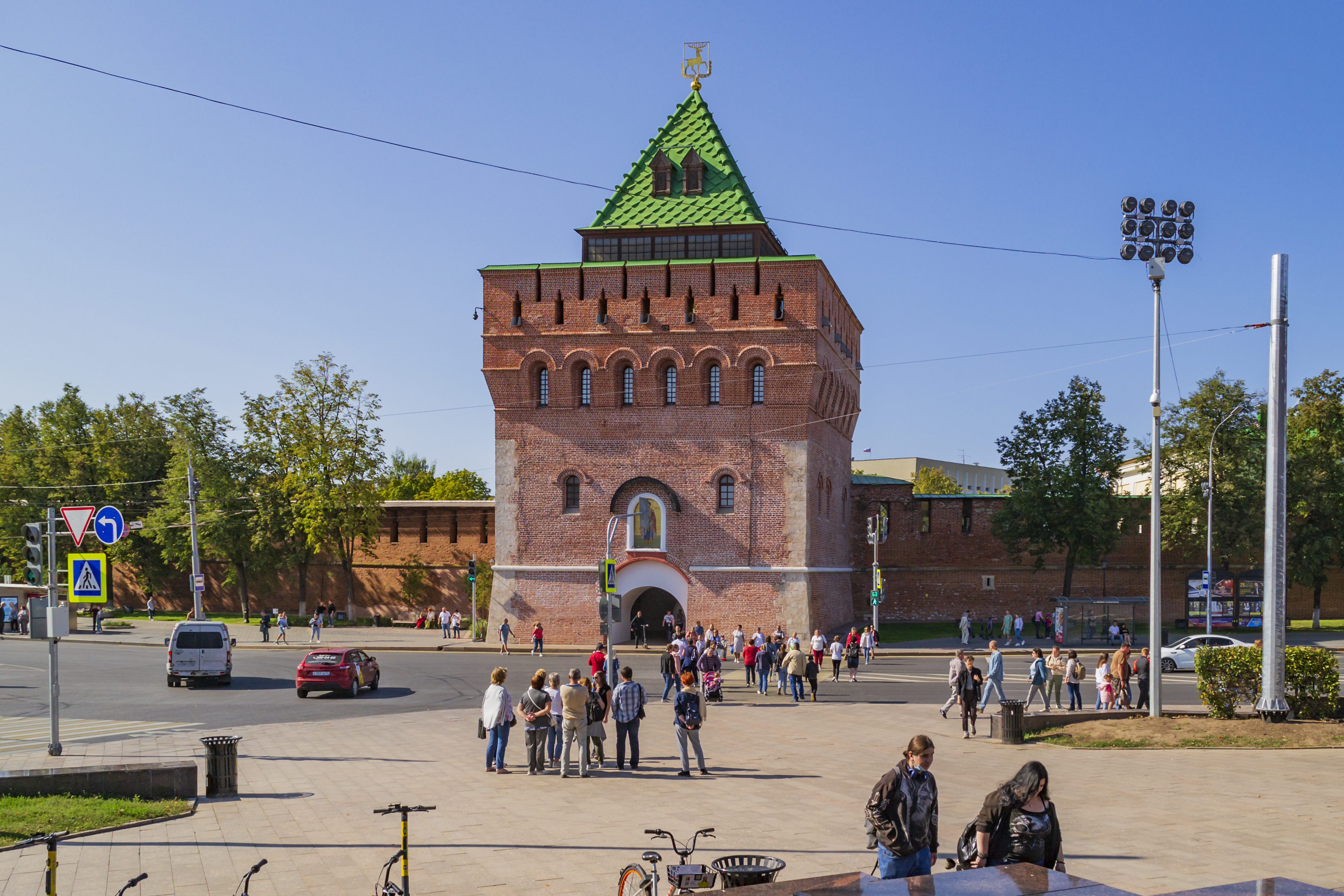
Torre di San Demetrio Dmitrovskaja Bašnja Дмитровская башня
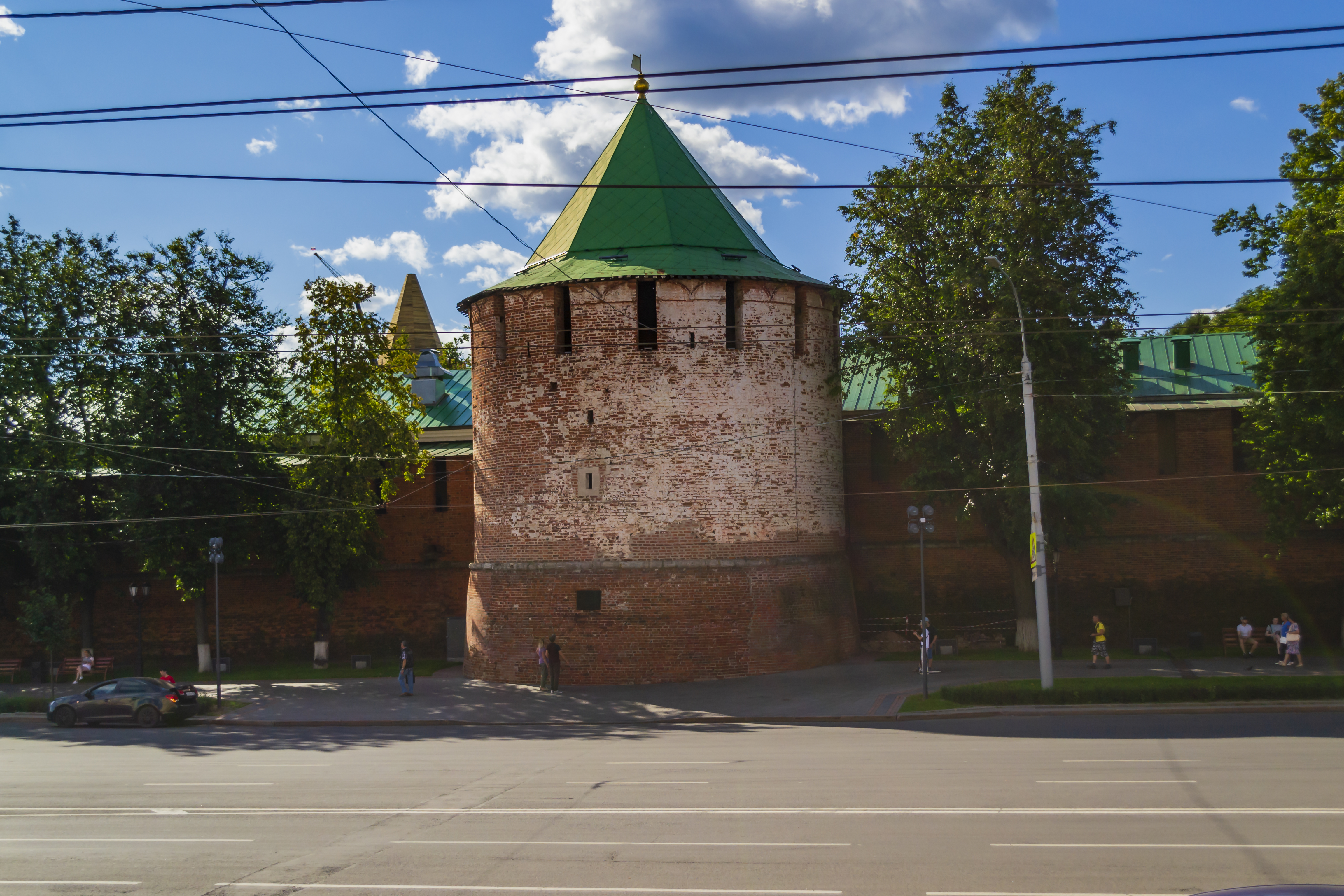
Torre delle polveri Porochovaja Bašnja Пороховая башня
Mappa delle torri

### Origine dei nomi
1. Torre di San Giorgio (in russo: Георгиевская башня): dal nome di una vicina chiesa consacrata a San Giorgio.
2. Torre di San Boris e Gleb (in russo: Борисоглебская башня): dal nome di una vicina chiesa consacrata ai santi Boris e Gleb.
3. Torre della Concezione (in russo: Зачатская башня): dal nome del monastero femminile della Concezione, poi ribattezzato monastero della Santa Croce.
4. Torre Bianca (in russo: Белая башня): dal colore della parte inferiore della facciata.
5. Torre di San Giovanni (in russo: Ивановская башня): dal nome della vicina chiesa di San Giovanni Battista.
6. Torre dell'orologio (in russo: Часовая башня): dall'orologio che gli fu installato nel XVI secolo.
7. Torre Nord (in russo: Северная башня): dalla posizione rispetto alle altre torri. Nota anche come Torre di Elia, dal nome della vicina chiesa del Profeta Elia.
8. Torre Segreta (in russo: Тайницкая башня): come l'omonima del Cremlino di Mosca. Nota anche come Torre Mirofora, dal nome della vicina chiesa della Madonna del Segno e delle Sante Mirofore.
9. Torre del giogo (in russo: Коромыслова башня): da una leggenda locale, in base alla quale una ragazza che con un giogo da spalle sfidò un gruppo di tartari, fu uccisa dagli invasori e sepolta lì.
10. Torre di San Nicola (in russo: Никольская башня): dal nome di una vicina chiesa consacrata a San Nicola.
11. Torre della dispensa (in russo: Кладовая башня): dal fatto che fungeva da deposito ed archivio. Nota anche come Torre Rotonda.
12. Torre di San Demetrio (in russo: Дмитровская башня): dal nome del gran principe Dmitrij Konstantinovič. Secondo altre versioni, deriverebbe dalla vicinanza ad una chiesa consacrata a San Demetrio.
13. Torre delle polveri (in russo: Пороховая башня): dal fatto che fungeva da deposito per la polvere da sparo e per munizioni varie.